# HD 10204
HD 10204 — белая звезда из созвездия Андромеда. Является субгигантом. Видна на небе невооружённым глазом. Находится на расстоянии около 254,68 св. лет от Солнца. По состоянию на 2007 год, радиус звезды оценивается в 272 % от солнечного радиуса. Исходя из положительной радиальной скорости, звезда удаляется от Солнца. Планет у звезды обнаружено не было.